# Беатрис Дал (глумица)
Беатрис Дал (фр. Béatrice Dalle; Брест, 19. децембар 1964) је француска глумица. Прославила се са главном улогом у филму Бети Блу (познатој и под француским насловом "37,2 C"). За ову улогу номинована је за француску филмску награду "Сезар". Глумила је и у неколико телевизијских серија као и у позоришту.

## Биографија
Рођена је у Бресту, департман Финистер, регион Бретања у Француској, као Беатрис Кабару. За Француског сликара Жан Франсоа Дала удала се 1985, а развела се 1988. Његово презиме је задржала и након развода. Три мјесеца након развода Жан Франсо је извршио самоубиство. Радећи као модел, упознала је режисера Жан-Жак Бенекса, који јој је додијелио главну улогу у филму Бети Блу. Филм је био номинован за награду БАФТА и за Оскара за Најбољи филм на страном језику 1986. године. Овај филм је прославио Беатрис Дал. Наставила је са низом главних улога укључујући и филм Chimère из 1989, који је уврштен на Кански фестивал 1989. године. Појавила се и у музичком споту за пјесму "Move To Memphis" норвешке групе А-ха. Глумила је и у филму Ноћ на земљи, Џима Џармуша из 1991. Године 1997. добила је улогу у филму The Blackout, њеном првом филму који је снимила у САД. Глумила је и у контроверзном филму Trouble Every Day као вампир. Окрутног психопату који уходи трудну жену глумила је у филму Inside из 2007.

## Приватни живот
Породични дом је напустила када је имала само 14 година и преселила се у Париз гдје је живјела од крађе. Током деведесетих је неколико пута осуђена због посједовања кокаина и хероина, крађа и напада. Била је удата за Ганела Мезијанија од 2005. до 2014. године. Упознала је док је снимала филм у затвору, гдје је служио казну због силовања. Од њега се развела 2014. када је постао насилан. Била је и у краткотрајној вези са својим геј колегом Рупертом Евертом као и са репером Џоијем Старом.
У једном интервјуу датом 2016.  за францустку телевизију Ле Дивајн изјавила је да је у неколико наврата, док је радила у мртвачници продавала дијелове тијела студентима медицине. А једном приликом док је била не есиду је појела Уво мртвог човјека.